# CBM TDU 850
Le CBM TDU 850 est un autobus fabriqué entre 1981 et 1989 par le constructeur CBM au Mans.

## Caractéristiques

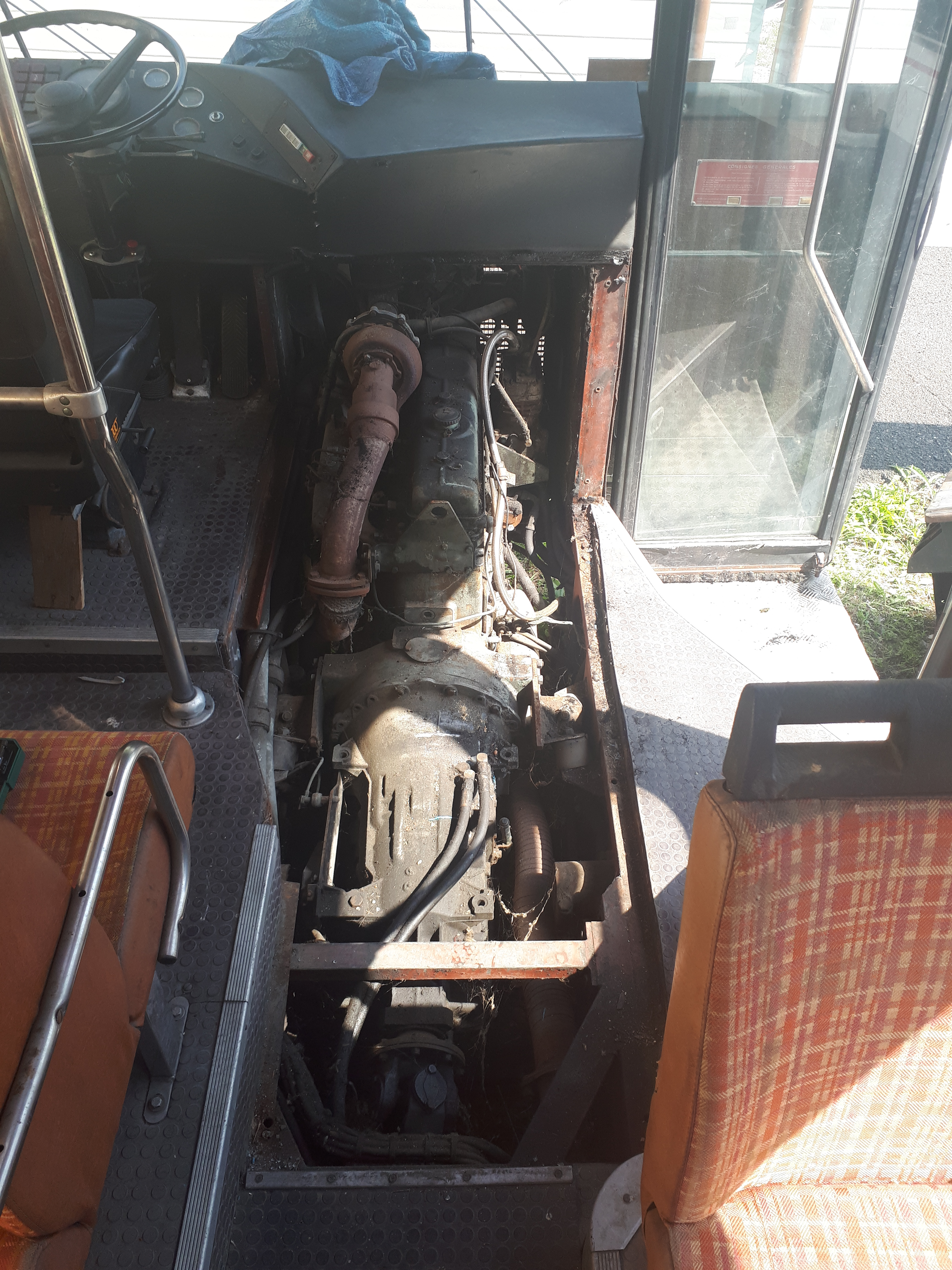
Moteur DAF DT615V.

Les CBM TDU 850S Turbo sont équipés de moteurs Diesel avec turbocompresseur. Il a une vitesse de pointe de 60 km/h.

## Matériel préservé
| Lieu | Entité | Ancien réseau | Modèle   | Nombre | Numéros de parc | Observations - Particularités |
| ---- | ------ | ------------- | -------- | ------ | --------------- | ----------------------------- |
| Nice | TCA    | RCA           | TDU 850S | 1      | 1502            |                               |